# Calcio ai Giochi della XXIV Olimpiade - Qualificazioni
Le qualificazioni al torneo di calcio alla XXIV Olimpiade furono disputate da 112 squadre (27 europee, 10 sudamericane, 16 nord e centroamericane, 27 africane, 25 asiatiche e 7 oceaniche).
La Corea del Sud era qualificata automaticamente al torneo in quanto nazione ospitante. Ad essa, si sarebbero aggiunte 5 squadre dall'Europa, 2 dal Sud America, 2 dal Nord/Centro America, 3 dall'Africa, 2 dall'Asia e 1 dall'Oceania.

## Squadre qualificate
- Argentina
- Australia
- Brasile
- Cina
- Corea del Sud
- Germania Ovest
- Iraq
- Italia

- Jugoslavia
- Messico[1]
- Nigeria
- Stati Uniti
- Svezia
- Tunisia
- Unione Sovietica
- Zambia